# Гомстед (фільм)
Гомстед (англ. Homestead) — американська постапокаліптична драма 2024 року режисера Бена Смолбоуна за сценарієм Філіпа Абрахама, Лії Бейтман і Джейсона Росса. У головних ролях: Ніл Мак-Донаф, Дон Олів'єрі, Каррі Грем, Сьюзен Міснер, Бейлі Чейз, Джессі Хатч, Кевін Лоусон, Керран Джованні, Тайлер Лофтон, Олівія Санабіа, Грейс Пауелл і Кеден Драгомер. Він заснований на книзі Джеффа Кіркхема та Джейсона Росса «Чорна осінь».
У США фільм вийшов 20 грудня 2024 року.

## Сюжет
У Лос-Анджелесі вибухає ядерна бомба, і країна занурюється в безпрецедентний хаос. Колишній «зелений берет» Джефф Ерікссон і його сім'я втікають до Гомстеду, ексцентричної фортеці преперів, розташованої в горах. Поки насильницькі загрози й апокаліптичні умови наближаються до їхніх кордонів, жителям Гомстеду залишається замислюватися: як довго група людей зможе протистояти небезпеці людської природи та кровопролиттю на їхньому порозі?

## Акторський склад
- Ніл Мак-Донаф в ролі Ієна Росса
- Дон Олів'єрі в ролі Дженни Росс
- Бейлі Чейз[en] — Джефф Ерікссон
- Керран Джованні[en] в ролі Тари Ерікссон
- Сьюзен Мізнер[en] у ролі Еві Макналті
- Тайлер Лофтон — Ейб Ерікссон
- Кевін Лоусон в ролі Тіка
- Каррі Грем[en] в ролі Блейка Мастерсона
- Олівія Санабіа[de] в ролі Клер Росс
- Джессі Хатч[en] — Еван Лі
- Аріель Ллінас[d] — лейтенант Хаві Еспада
- Грейс Пауелл — Моллі Макналті
- Джаррет ЛеМастер в ролі Ріка Баумгартнера
- Каден Драгомер — Тео Макналті
- Еммануель МакКорд в ролі Бінга
- Айві Ллойд Мітчелл — Марта Баумгартнер
- Колбі Стронг — Крістіан

## Виробництво
У січні 2024 року «Angel Studios» оголосила про завершення зйомок постапокаліптичної драми під назвою «Гомстед», режисером якої став Бен Смолбоун, а сценарій написали Філіп Абрахам, Лія Бейтман і Джейсон Росс. Ніл Мак-Донаф, Дон Олів'єрі, Каррі Грем, Сьюзен Мізнер, Бейлі Чейз, Джессі Хатч, Кевін Лоусон, Керран Джованні, Тайлер Лофтон, Олівія Санабіа, Грейс Пауелл і Каден Драгомер — головний акторський склад.
Основні зйомки розпочалися 7 серпня 2023 року в Солт-Лейк-Сіті.

## Реліз
Гомстед вийшов у США 20 грудня 2024 року.

## Телесеріал
Гомстед вийшов одночасно з двома однойменними телевізійними епізодами, які продовжують сюжетну лінію фільму. Серіал наразі складається з восьми епізодів і транслюється виключно на веб-сайті «Angel Studios» і в мобільному додатку.

## Сприйняття
На веб-сайті агрегатора рецензій Rotten Tomatoes 35 % із 20 відгуків критиків є позитивними із середньою оцінкою 5,3/10. Metacritic, який використовує середньозважену оцінку, поставив фільму 41 бал зі 100 на основі чотирьох критиків, вказавши «змішані або посередні» рецензії. Глядачі, опитані «CinemaScore», дали фільму середню оцінку «B» за шкалою від A+ до F і 85 % позитивних оцінок за шкалою PostTrak.